# Campanile San Francesco della Vigna
Le campanile San Francesco della Vigna (Saint-François de la Vigne) de Venise est une tour campanaire d'une hauteur de 69 mètres se situant dans le quartier Castello non loin de l'Arsenal. C'est le campanile de l'église homonyme. 

## Histoire
Un premier campanile érigé dès le XIIe siècle à un endroit où poussaient des vignes a été presque totalement détruit par la foudre en 1489. Il fut reconstruit entre 1571 et 1581, sous la direction de Bernardino Ongarino. Ce dernier est enterré au pied de l'édifice. Malgré des dégâts occasionnés lors de tempêtes (en 1659), à cause d'un incendie (en 1758) ou à cause de la foudre (en 1757 et 1771), l'édifice a résisté au temps grâce à d'importants travaux de réfection. 
Ce campanile avait aussi une utilité économique et navale car il servait de repère pour les navires qui accostaient au port tout proche. 

## Description
Ce campanile est le deuxième de Venise en ce qui concerne sa hauteur (69 mètres). Seul, le campanile de Saint-Marc est plus élevé. Édifice fin et élégant, Théophile Gautier l’appelle « l’aiguille rouge de San Francesco della Vigna ». La tour carrée en brique rouge est surmontée par deux arcades en pierre blanche sur chaque face. Les deux arcades donnant sur l'Arsenal ont été un temps murées pour éviter l'espionnage. Le toit est de type pyramidal. Un paratonnerre est placé en son sommet en 1781 à la suite des dégâts dus à la foudre des années précédentes. 
Le campanile ne se visite pas.

## Source et lien externe
- Le Campanile de San Francesco della Vigna sur e-venise.com